# Million Dollar Maybe
«Million Dollar Maybe» (рус. Возможно, на миллион) — одиннадцатый эпизод двадцать первого сезона мультсериала «Симпсоны», премьера которого состоялась 31 января 2010 года на телеканале FOX. В качестве приглашённых звёзд в эпизоде выступил коллектив «Coldplay», члены которого сыграли сами себя. Это уже второй эпизод после эпизода Million Dollar Abie, отсылающийся к названию фильма «Малышка на миллион».

## Сюжет
Гомер и Мардж готовятся к выступлению с песней на свадьбе кузины Валери, что становится очередной причиной для переживаний Мардж, касающейся провала. Однако Гомер успокаивает её, уверяя, что не опоздает. В печенье с предсказанием Гомер находит лист, где говорится, что его ждёт сегодня счастливый день. Поначалу он не верит, но после того, как сбивает автомат со сладостями и получает его содержимое, а также находит на парковке CD-диск («лучшие хиты Emerson, Lake & Palmer»), решает, что день для него сегодня действительно счастливый. Проезжая мимо магазина «На скорую руку», Гомер видит, что там активно проходит продажа лотерейных билетов и, естественно, хочет искусить судьбу. Простояв в очереди за лотерейным билетом, он опаздывает на свадебное выступление к Мардж, которая становится предметом всеобщего позора. Спеша на свадьбу, Гомер попадает в аварию и говорит, когда уже приходит в сознание, что попал в аварию ещё до начала «выступления» Мардж. Тем временем по телевизору говорят, что в лотереи выиграл как раз тот самый билет, который купил Гомер, и тот решает ничего не говорить Мардж (иначе она поймёт, что Гомер всё ей наврал). Гомер по совету Барни решает «подкидывать» своей семье все те вещи, в которых она нуждается, покупая их предварительно. В побочной сюжетной линии Лиза покупает старикам, живущим в Доме престарелых, игровую видео-приставку взамен их сломавшегося телевизора.

## Интересные факты
- Название эпизода — пародия на название фильма «Малышка на миллион» (англ. Million Dollar Baby).
- Приставка Funtendo Zii — пародия Nintendo Wii.
- В основной заставке мы видим свинью, летящую благодаря паутине, что является отсылкой к «Симпсонам в кино» и их Свинопауку.
- Гомер выигрывает в лотерее миллион долларов с лотерейным билетом, на котором числа «1 6 17 22 24 35». Возможно, это отсылка к сериалу «Остаться в живых».
- В эпизоде в первый и в последний раз засветился персонаж-победитель конкурса персонажей в честь 20-летия Симпсонов. Он проезжает мимо той скалы, с которой Гомер попадает в автокатастрофу, и говорит: «А вот и я, собираюсь начать новую жизнь в Спрингфиде». Видя падающую машину Гомера, он заявляет: «Ну и растяпа!», однако сам попадает в аварию.